# Daniel Vannet
Daniel Vannet (23 settembre 1951) è un ex cestista uruguaiano.

## Carriera
Con l'Uruguay ha disputato i Campionati mondiali del 1970.